# جيم لانسينغ
جيم لانسينغ (بالإنجليزية: Jim Lansing)‏ هو ضابط أمريكي، ولد في 16 سبتمبر 1919 في بيلهام في الولايات المتحدة، وتوفي في 2 ديسمبر 2000 في نيو روتشيل في الولايات المتحدة.